# Chas Guldemond
Chas Guldemond, né le 22 avril 1987 à Laconia, est un snowboardeur américain. Durant sa carrière, il prend part surtout au TTR World Tour il a remporté la médaille de bronze en slopestyle aux Winter X Games à Aspen en 2010 et en Best Method en 2012. En 2014, il a participé aux Jeux olympiques de Sotchi et pris la quinzième place en slopestyle.

## Palmarès

### Winter X Games
- 2 médailles de bronze (2010, 2011).

### Coupe du monde
- 1 victoire en slopestyle à Copper Mountain en janvier 2013.